# Вест-Енд-Кобб-Таун
Вест-Енд-Кобб-Таун (англ. West End-Cobb Town) — переписна місцевість (CDP) та невключена територія в США, в окрузі Калгун штату Алабама. Населення — 3128 осіб (2020).

## Географія
Вест-Енд-Кобб-Таун розташований за координатами 33°39′5″ пн. ш. 85°52′36″ зх. д. / 33.65139° пн. ш. 85.87667° зх. д. (33.651453, -85.876528).  За даними Бюро перепису населення США в 2010 році переписна місцевість мала площу 10,75 км², з яких 10,74 км² — суходіл та 0,01 км² — водойми.

## Демографія
Згідно з переписом 2010 року, у переписній місцевості мешкало 3465 осіб у 1381 домогосподарстві у складі 938 родин. Густота населення становила 322 особи/км².  Було 1631 помешкання (152/км²).
Расовий склад населення:
| - 76,1 % — білих - 20,9 % — чорних або афроамериканців - 0,5 % — корінних американців - 0,2 % — азіатів |

До двох чи більше рас належало 1,9 %. Частка іспаномовних становила 1,6 % від усіх жителів.
За віковим діапазоном населення розподілялося таким чином: 23,3 % — особи молодші 18 років, 60,5 % — особи у віці 18—64 років, 16,2 % — особи у віці 65 років та старші. Медіана віку мешканця становила 40,4 року. На 100 осіб жіночої статі у переписній місцевості припадало 94,0 чоловіків;  на 100 жінок у віці від 18 років та старших — 93,0 чоловіків також старших 18 років.
Середній дохід на одне домашнє господарство  становив 42 299 доларів США (медіана — 35 233), а середній дохід на одну сім'ю — 49 002 долари (медіана — 43 525). Медіана доходів становила 34 583 долари для чоловіків та 27 250 доларів для жінок. За межею бідності перебувало 19,6 % осіб, у тому числі 34,3 % дітей у віці до 18 років та 12,5 % осіб у віці 65 років та старших.
Цивільне працевлаштоване населення становило 1413 особи. Основні галузі зайнятості: виробництво — 20,7 %, освіта, охорона здоров'я та соціальна допомога — 19,4 %, роздрібна торгівля — 9,6 %, публічна адміністрація — 9,3 %.